# Александровка (Чишминский район)
Алекса́ндровка (баш. Александровка) — деревня в Чишминском районе Республики Башкортостан Российской Федерации. Входит в состав Новотроицкого сельсовета.
Находится на правом берегу реки Дёмы.

## География

### Географическое положение
Расстояние до:
- районного центра (Чишмы): 17 км,
- центра сельсовета (Новотроицкое): 9 км,
- ближайшей ж/д станции (Чишмы): 17 км.

## Население
| 2002 | 2009 | 2010 |
| ---- | ---- | ---- |
| 58   | ↘42  | ↘29  |

Национальный состав
Согласно переписи 2002 года, преобладающая национальность — русские (59 %).